# レジェンド・オブ・ドラゴン 鉄仮面と龍の秘宝
『レジェンド・オブ・ドラゴン 鉄仮面と龍の秘宝』（-てっかめんとりゅうのひほう、原題: Тайна печати дракона、中国題: 龙牌之谜、英題：Viy 2: Journey to China、The Iron Mask）は、2019年に公開されたロシア・中国・アメリカ合作のアクション映画。2014年のロシア映画『レジェンド・オブ・ヴィー 妖怪村と秘密の棺』の続編である。

## キャスト
（）内は日本語吹き替え
- ジョナサン・グリーン：ジェイソン・フレミング（木内秀信）
- チェンラン：ヤオ・シントン（望田ひまり）
- 老師（マスター）：ジャッキー・チェン（石丸博也）
- ジェームス・フック：アーノルド・シュワルツェネッガー（玄田哲章）
- ミス・エマ・ダドリー：アンナ・チュリーナ（葛原詩織）
- ピョートル大帝：ユーリー・コロコリニコフ（小野寺悠貴）
- 船長：マーティン・クレバ（堀総士郎）
- ダドリー卿：チャールズ・ダンス（佐々木祐介）
- 大使：ルトガー・ハウアー（大下昌之）
- 妖女：マ・リー（東内マリ子）
- 妖女のしもべ：リー・ユー（中野泰佑）
- リ・ホン：リー・モンモン（中井美琴）
- ジン･ジェ：チャールズ・リュー（宮崎遊）
- ジン･ハオ：ランス・リュー（平野潤也）
- ジン・イー：マーク・リュー
- リ・フー：スン・チェ（泊明日菜）
- 召使：シー・シェンルー（川上ひろみ）
- シルコ：イゴール・ジジキン（伊原正明）
- サーシャ・メーンシコフ：パヴェル・ヴォリャ（内野孝聡）
- ジョニー：イヴァン・コーチク（田所陽向）
- グレイ：クリストファー・フェアバンク（吉富英治）
- 囚人のリーダー：ヴィレン・バビチェフ

## 評価
レビュー・アグリゲーターのRotten Tomatoesでは32件のレビューで支持率は22%、平均点は3.50/10となった。Metacriticでは5件のレビューを基に加重平均値が34/100となった。